# 朱霄华
朱霄华（1965年—），云南宣威人。中国作家，文学批评家，主要从事散文随笔创作及文艺理论研究与批评。

## 作品

### 文学评论集
- 《丹霞斋笔记六种》
- 《本土个人经验及写作》
- 《这个有时是博尔赫斯的家伙》
- 《最远远不过西伯利亚》

### 随笔集
- 《木讷人》
- 《我为什么读不懂唐诗》
- 《今日立秋》